# الكسندر لارسون
الكسندر لارسون (بالسويدية: Alexander Larsson)‏ هو لاعب هوكي الجليد سويدي، ولد في 7 سبتمبر 1985 في غوتنبرغ في السويد.

## وصلات خارجية
- الكسندر لارسون على موقع EliteProspects.com (الإنجليزية)